# Gracilechinus alexandri
Gracilechinus alexandri is een zee-egel uit de familie Echinidae.
De wetenschappelijke naam van de soort werd in 1883 gepubliceerd door Daniel Cornelius Danielssen & Johan Koren.